# Laurinsäuremonoethanolamid
Laurinsäuremonoethanolamid ist eine chemische Verbindung aus der Gruppe der Monoethanolamide.

## Gewinnung und Darstellung
Laurinsäuremonoethanolamid kann durch Reaktion von Laurinsäure mit Monoethanolamin gewonnen werden.

## Eigenschaften
Laurinsäuremonoethanolamid ist ein wachsartiger Feststoff mit charakteristischem Geruch.

## Verwendung
Laurinsäuremonoethanolamid ist ein nichtionisches Tensid. Es wird in Körper- und Haarreinigern als Schaumstabilisator und Viskositätsregler sowie in Waschpulvern und als Perlglanzmittel in kosmetischen Emulsionen verwendet.